# Miszewo Murowane (gmina)
Miszewo Murowane (do 1925 Ramutówko) – dawna gmina wiejska istniejąca w latach 1925–1954 roku w woj. warszawskim. Siedzibą władz gminy było Miszewo Murowane.
Gmina powstała 9 grudnia 1925 roku w powiecie płockim w woj. warszawskim w związku z przemianowaniem gminy Ramutówko na Miszewo Murowane. Po wojnie gmina zachowała przynależność administracyjną. Według stanu z 1 lipca 1952 roku gmina składała się z 23 gromad.
Gminę zniesiono 29 września 1954 roku wraz z reformą wprowadzającą gromady w miejsce gmin. Jednostki nie przywrócono 1 stycznia 1973 roku po reaktywowaniu gmin, a jej dawny obszar wszedł głównie w skład gmin Bodzanów i Mała Wieś.